# Eutheama occidua
Eutheama occidua is een platworm (Platyhelminthes). De worm is tweeslachtig. De soort leeft in het zoute water.
Het geslacht Eutheama, waarin de platworm wordt geplaatst, wordt tot de familie Theamatidae gerekend. De wetenschappelijke naam van de soort werd voor het eerst geldig gepubliceerd in 1975 door Sopott-Ehlers & Schmidt.